# Perkinston
Perkinston ist eine Unincorporated Community im zentralen Stone County, Mississippi, USA. Es liegt am US-Highway 49, ungefähr 8 km (5 Meilen) südlich von Wiggins. Das Dorf wird von den Bewohnern auch „Perk“ genannt.

## Geschichte
Perkinston wurde 1880 von John C. Perkins (1840–1928) gegründet  und ist die älteste Siedlung im Stone County.
Ab 1911 diente Perkinston hauptsächlich als Campus für die Harrison County Agricultural High School, die sich zum Mississippi Gulf Coast Community College entwickelte.  Im Laufe der Zeit hatte das Dorf nur wenige kommerzielle Einrichtungen, aber ein Postamt, einen Gemischtwarenladen, mehrere Kirchen und eine Tankstelle.

## Bildung
- Perkinston Elementary School in Perkinston ist eine Grundschule des Stone County Schulamtsbezirks.[4]
- Stone Middle School und Stone High School sind die Schulen für die 6. bis 12. Klassen des Stone County Schulamtsbezirks und befinden sich in Wiggins, MS.[5]
- Der Hauptcampus des Mississippi Gulf Coast Community College befindet sich in Perkinston.[6]